# 秋潮號潛艇
秋潮號（日语：あきしお、SS-579）為日本海上自衛隊退役的柴油電力潛艇，屬於汐潮級。該艦於1983年動工，1985年下水，1986年服役，並於2004年退役。
服役期間，秋潮號曾隸屬第1潛水隊群的第1與第5潛水隊，參與多次演習，包括2000年舉行的「太平洋接觸」（Pacific Reach 2000）演習。退役後，該艦被安置於吳市海上自衛隊吳史料館外展示。

## 設計與建造
秋潮號潛艦全長76.2公尺，艦寬9.9公尺，吃水深度10.2公尺。水面排水量2,250公噸，潛航時排水量2,450公噸。艦體採淚滴型設計，由兩具川崎-MAN V8V24/30AMTL柴油引擎（總輸出3,400制動馬力，2,500千瓦）與一具富士電動馬達（輸出7,200軸馬力，5,400千瓦）驅動，透過單軸五葉螺旋槳推進。水面航行時使用柴油引擎，潛航時則切換為電動馬達。最高航速為水面12節（22公里/小時），水下20節（37公里/小時）。
秋潮號配備六具533毫米（21吋）鱼雷管，標準乘員編制為75人，包括10名軍官與65名士官兵。最大測試潛深為300公尺（980英尺）。聲納系統包含Hughes/Oki ZQQ 5船體声呐與ZQR 1拖曳式聲納。

## 服役歷史
秋潮號於1983年4月15日由三菱重工神戶造船廠動工建造，1985年1月22日下水，1986年3月5日正式服役，編入第1潛水隊。1990年6月8日，調至同隸屬第1潛水隊群的第5潛水隊。1991年9月至10月，艦上人員接受美國海軍潛艦人員訓練。
2000年10月2日至14日，秋潮號參與「太平洋接觸2000」演習，此次演習於新加坡外海舉行，美、日、新加坡及韓國海軍皆參與。由於同年俄羅斯發生库尔斯克号核潜艇事故，演習特別強調潛艦救援，日本海上自衛隊首次參與多國聯合潛艦救援演習。由於日本憲法限制集體防衛行動，日本以人道立場參與，而非軍事目的。

### 博物館
秋潮號於2004年3月3日正式除籍。2007年4月5日，該艦安置於吳市海上自衛隊吳史料館外展示，並被稱為「鐵鯨館」。然而，該館因過度強調軍事船艦與武器，遭到部分批評。《朝日新聞》曾指其過於側重軍事色彩。
當前秋潮號的艦體側面設有兩處入口，參觀者可從資料館三樓進入艦內。動線從機械室前方的區域進入，包括原本設置有廁所與乘員居住區的區域，然後經過位於前方的發令所，再從外部出口離開。發令所的地板設有觀察孔，參觀者可透過此處俯瞰下方的魚雷發射管室。此外，發令所前方還保留了魚雷搬入口。由於艦內食堂旁的通道艙門較為狹窄，因此部分內部設備已移除，改設無需通過艙門的通道，以方便參觀者移動。

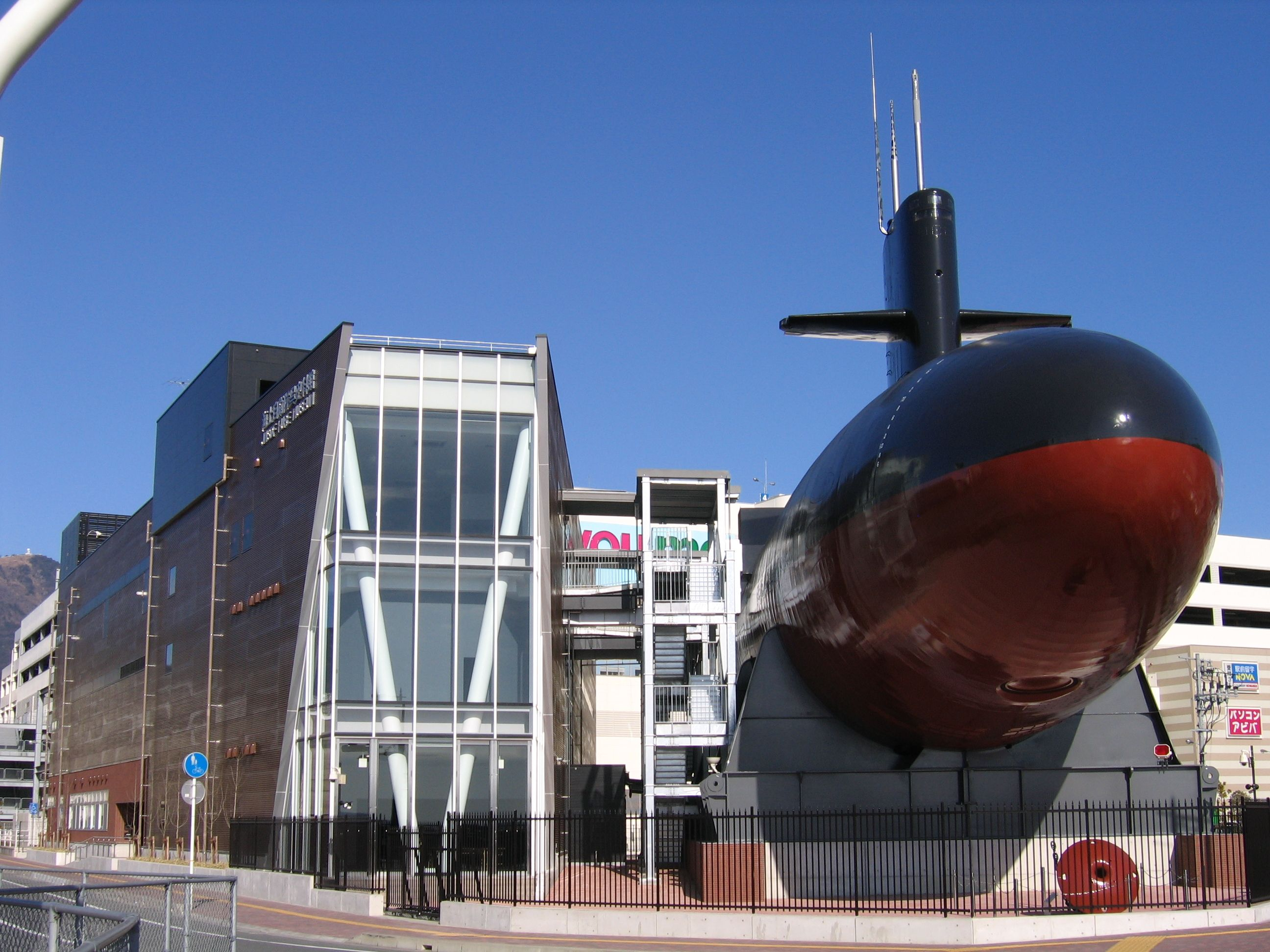
當前位於吳市海上自衛隊吳史料館的「秋潮」
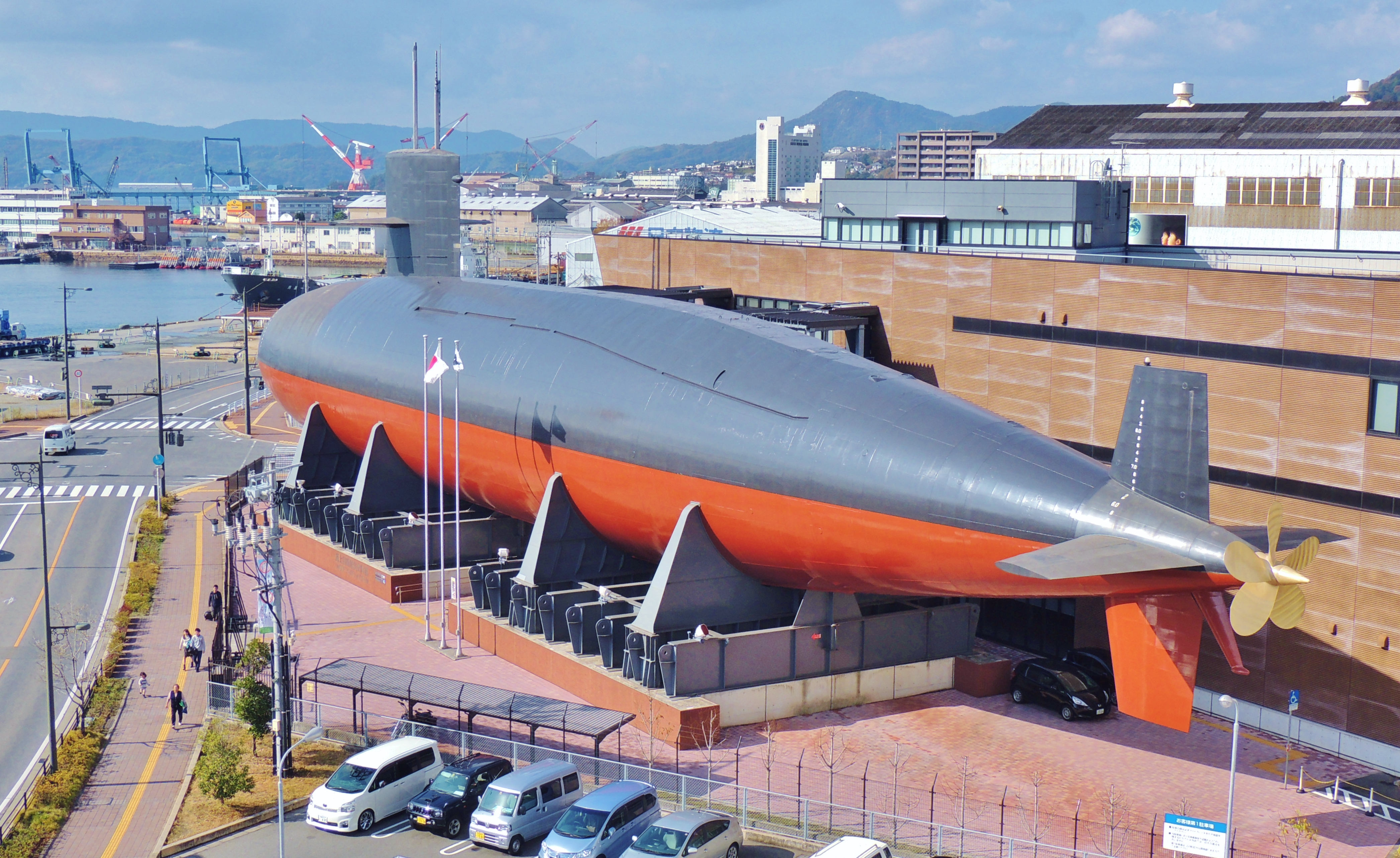
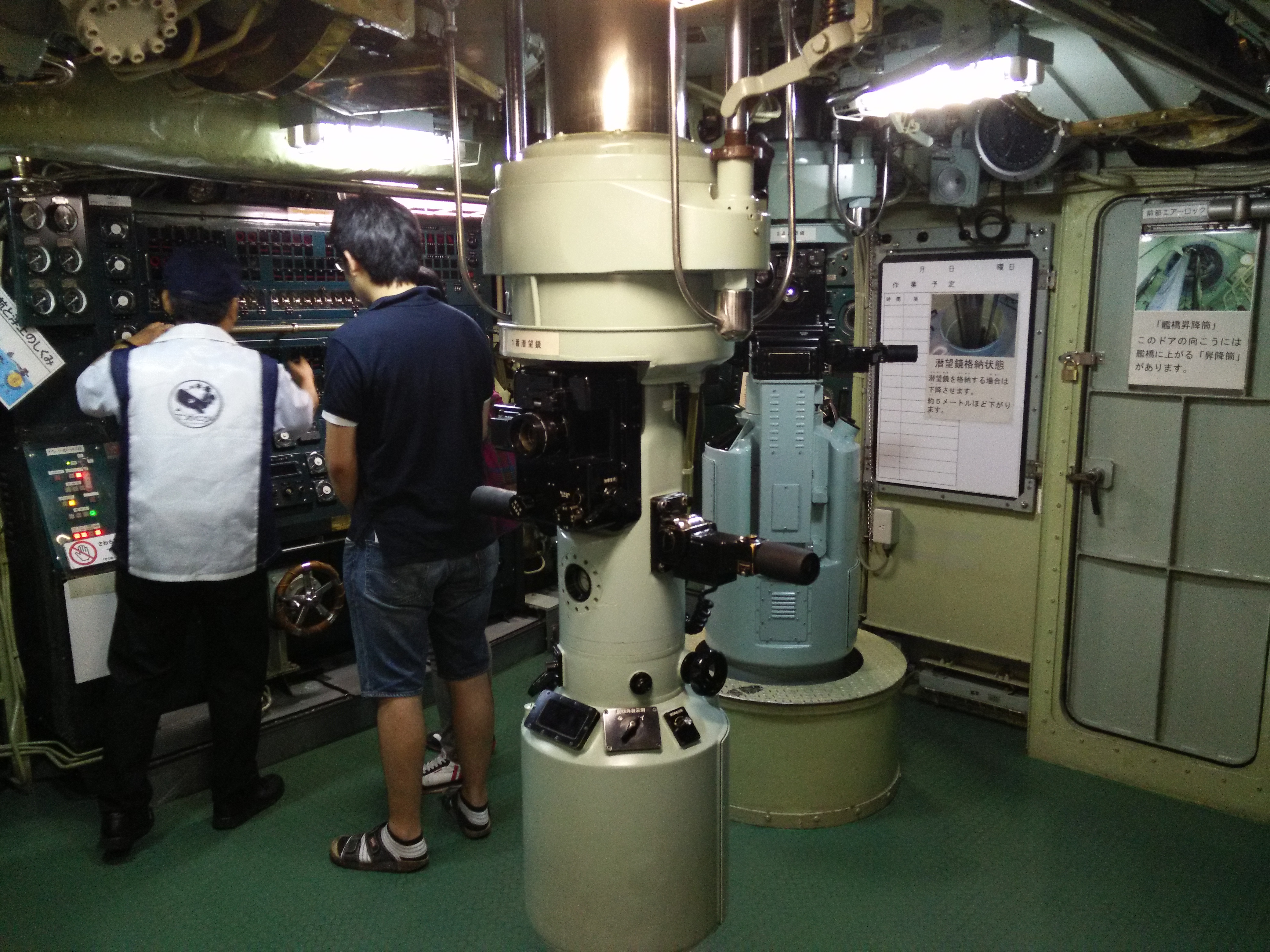
「秋潮」的潛望鏡
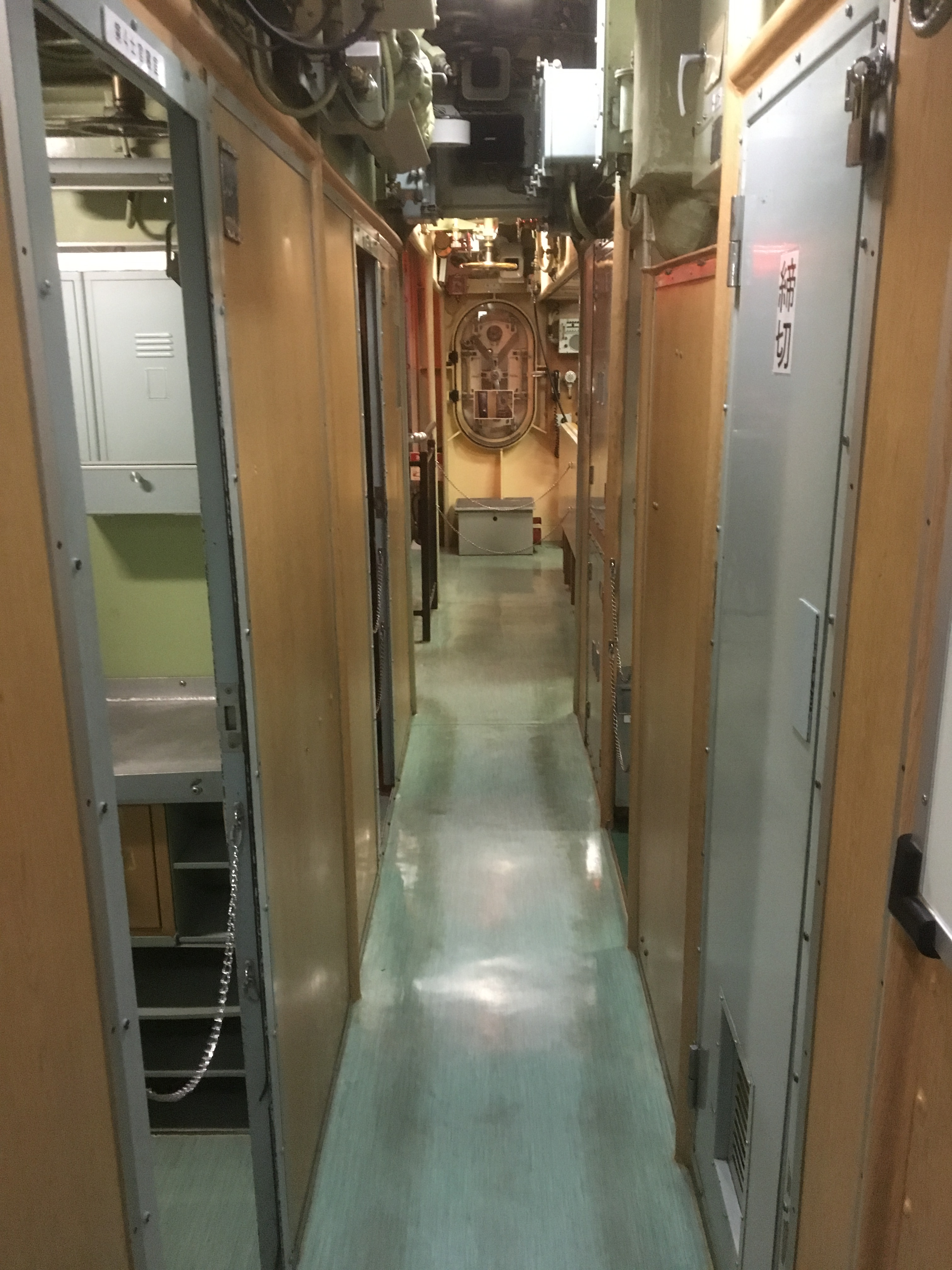
「秋潮」的船艙走廊

## 另見
- 海上自衛隊
- 海上自衛隊艦艇列表（日语：海上自衛隊艦艇一覧）
- 吳市海事歷史科學館

### 來源
1. 1 2 3  Akishio.
2. ↑  Sharpe 1994，第351頁.
3. ↑  Chant 1990，第50頁.
4. ↑  OPNAV Report.
5. ↑  MSDF to join drill to rescue submarine.
6. ↑  Four Navies Test Sub Rescue.
7. ↑  . www.jasnaoe.or.jp.   [2025-03-03].
8. ↑  . www.vspg.net.   [2025-03-03].
9. ↑  Logan & Reeves 2008，第46頁.
10. ↑  . www.jmsdf-kure-museum.go.jp.   [2025-03-03] （日语）.

### 書籍
- Chant, Christopher. . New York: Crescent. 1990. ISBN 9780517691298.
- Logan, William; Reeves, Keir. . Routledge. 2008. ISBN 9781134051496.
- Sharpe, Richard. . Jane's Information Group. 1994. ISBN 9780710611611.

## 外部連結
- Asakura, Takuya. . The Japan Times Online. 6 September 2000  [14 July 2017].
- . www.jmsdf-kure-museum.go.jp.   [14 July 2017]. （原始内容存档于15 December 2017） （英语）.
- (PDF). Nautilus.org.   [15 July 2017].
- . The Economic Times.   [15 July 2017]. （原始内容存档于30 May 2016）.